# JR貨物U31A形コンテナ
U31A形コンテナ（U31Aがたコンテナ）は、1988年度に登場した、日本貨物鉄道（JR貨物）輸送用として籍を編入している20 ft級・標準内容積31 m3の私有コンテナ（ドライコンテナ）である。

## 概要
本形式の数字部位 「 31 」は、コンテナの容積を元に決定される。このコンテナ容積31 m3の算出は、厳密には端数四捨五入計算の為に、内容積30.5 m3 - 31.4 m3の間に属するコンテナが対象となる。また形式末尾のアルファベット一桁部位「A」は、コンテナの使用用途（主たる目的）が「普通品の輸送」を表す記号として付与されている。

## 特記事項
- 日本国有鉄道時代に運用されていたUC5形の後継形式として全国的に使用されている。

- カンガルーライナーNF64

愛知県／名古屋(タ) ⇔ 福岡県／福岡(タ)間で、2021年3月29日より特定時間帯の貨物列車24両編成のうち、往復ともに夫々で16両分の枠を西濃運輸専用枠として通年を通して借り上げた。この16両の借り上げ枠で、片道辺り30 ft級の各種コンテナ（現在は、汎用コンテナのみ）を、最大32個（往復64個）輸送する計画として名付けられた。『 NF64 』の由来は、ローマ字読みで名古屋と、福岡との頭文字に、往復で64個運べると言う意味合いを組み合わせている。

## 番台毎の概要

### 0番台
- 1 - 68 : 日本フレートライナー所有。総重量12.3 t。

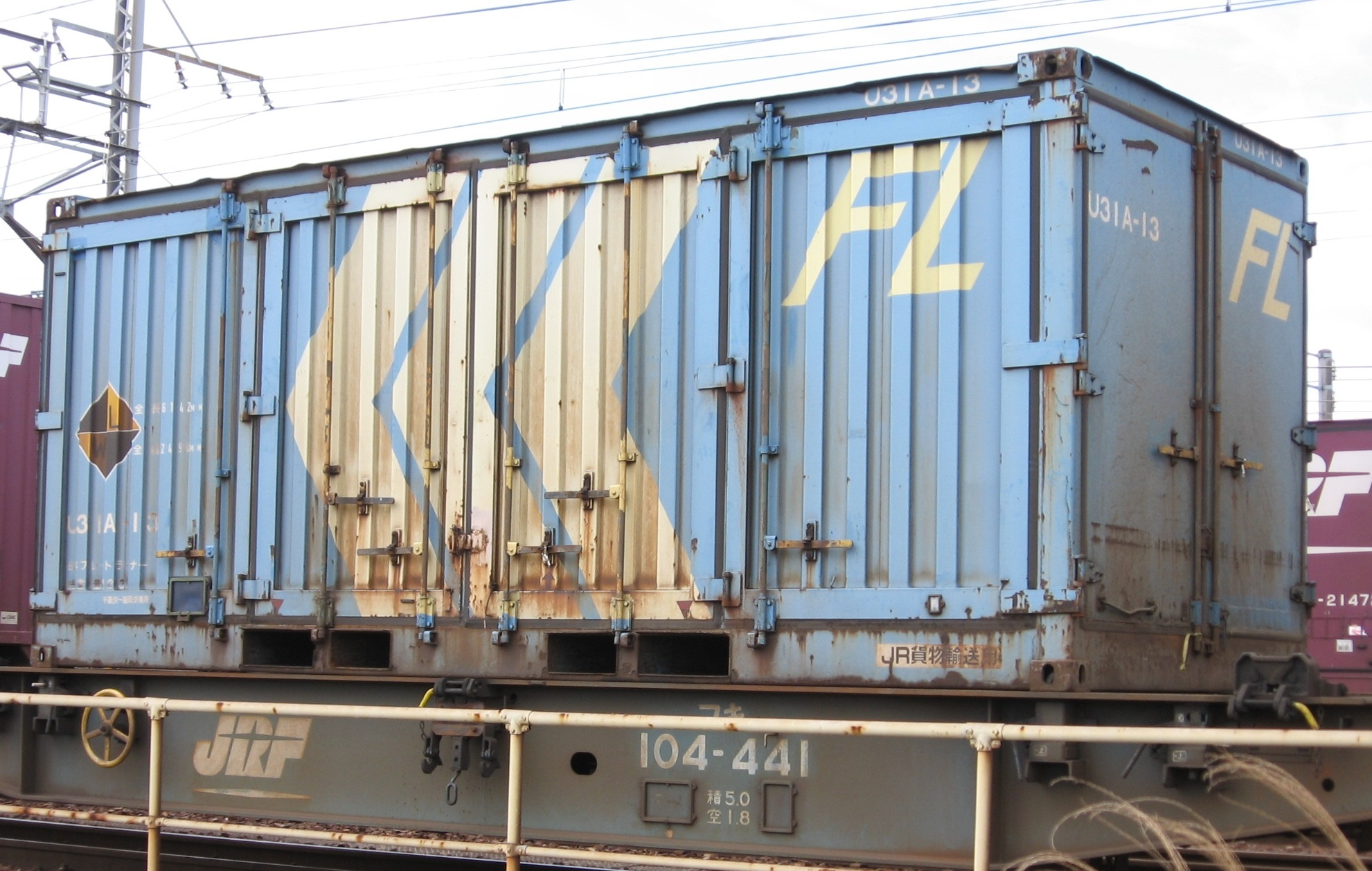
U31A-13 日本フレートライナー所有。
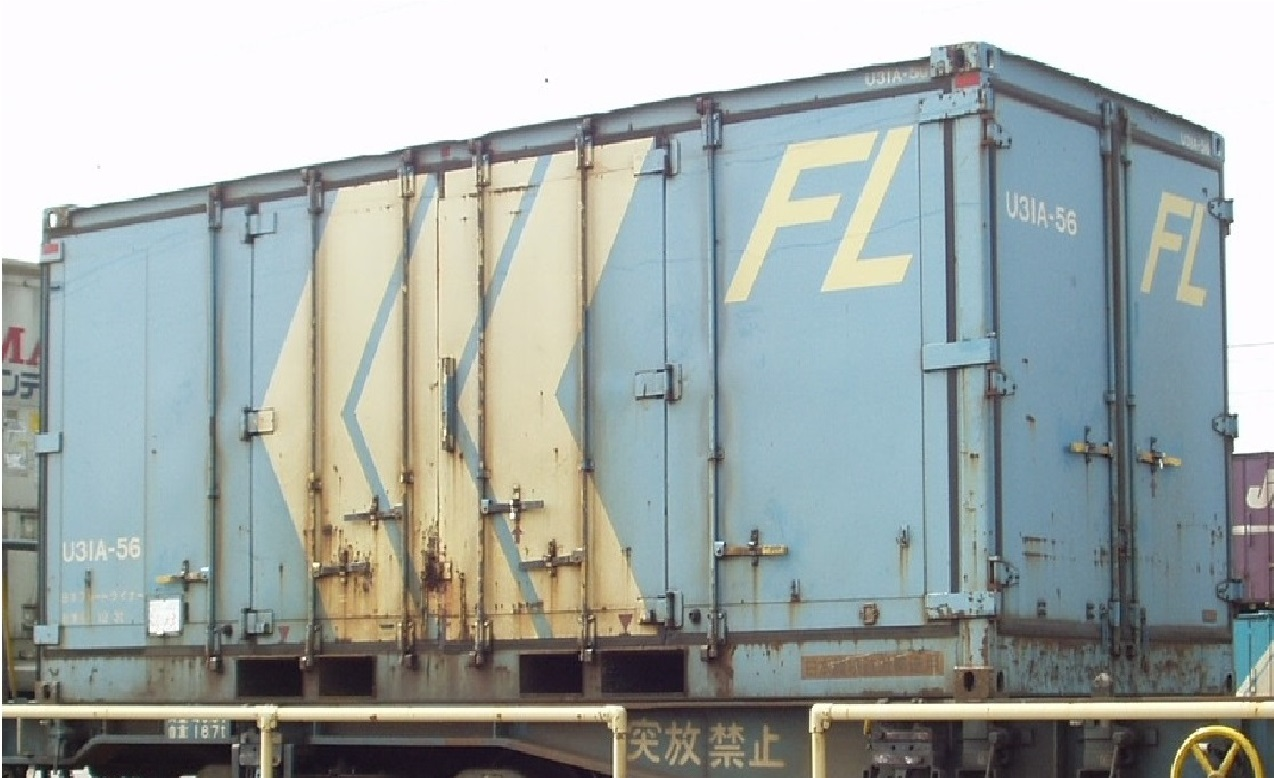
U31A-56 日本フレートライナー所有。

- 69 - 73 : 水島臨海鉄道所有。総重量11.5 t。

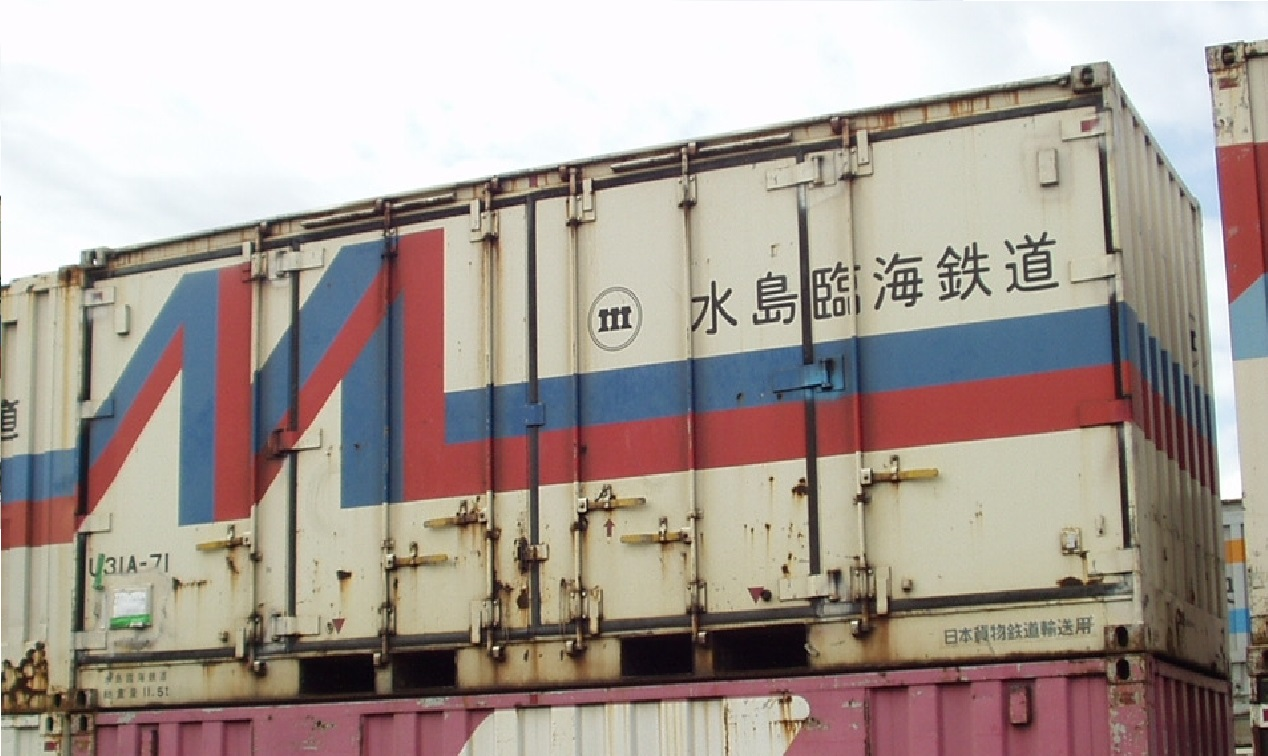
U31A-71 水島臨海鉄道所有。
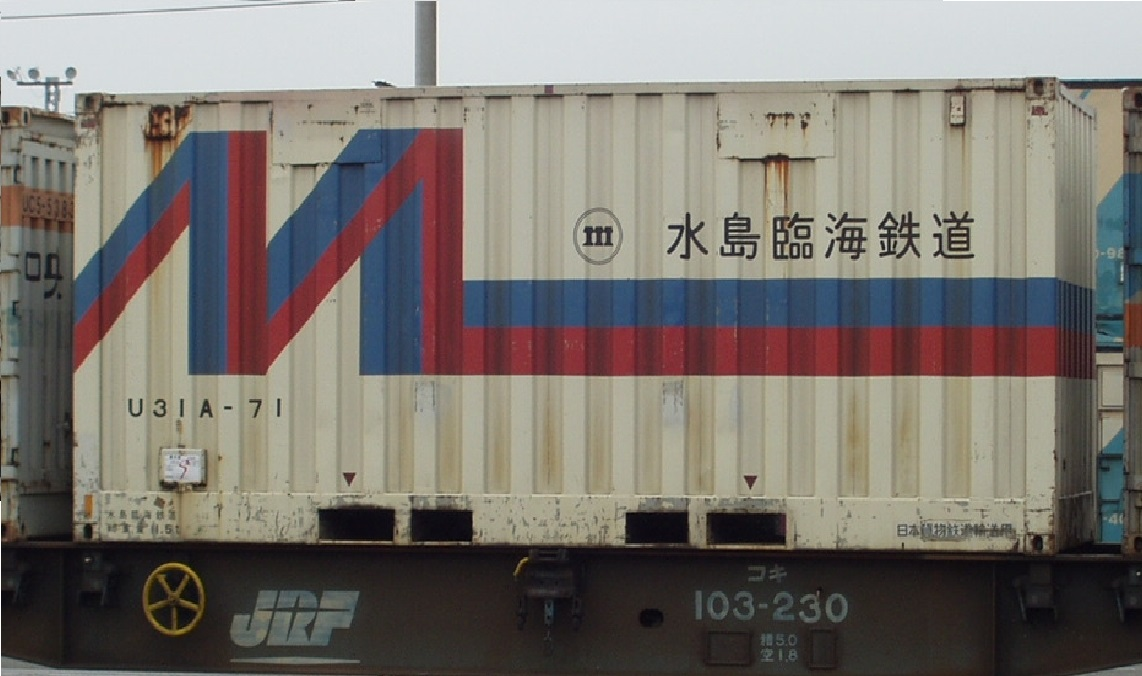
U31A-71 水島臨海鉄道所有。

- 74 - 78 : 水島臨海通運所有。総重量11.5 t。

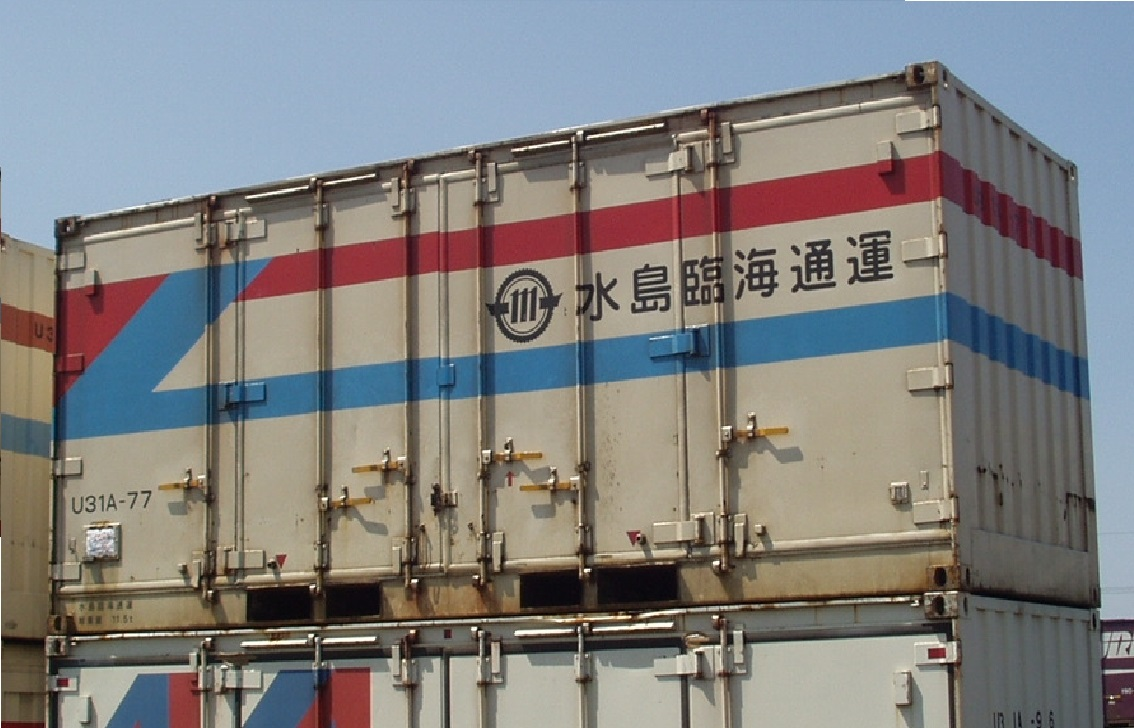
U31A-77 水島臨海通運所有。
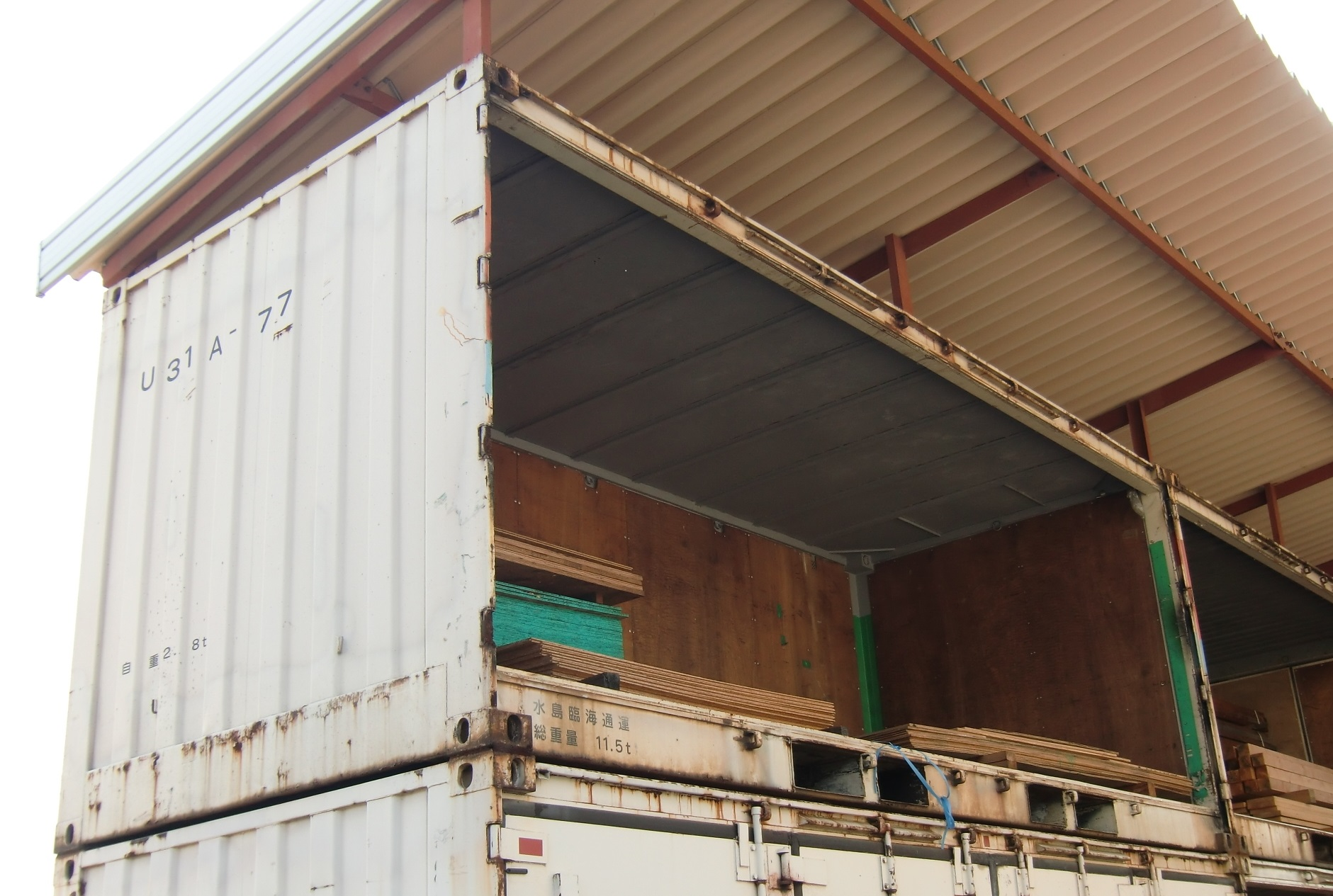
U31A-77 水島臨海通運所有。

- 79 - 92 : 中央通運所有。総重量11.5 t。
- 93 : （不明）
- 94 - 96 : 水島臨海鉄道所有。総重量11.5 t。
- 97 - 99 : 水島臨海通運所有。総重量11.5 t。
- 100 - 105 : 西濃運輸所有。自重2.5 t : 総重量4 t。 ※ハンガーコンテナ仕様。

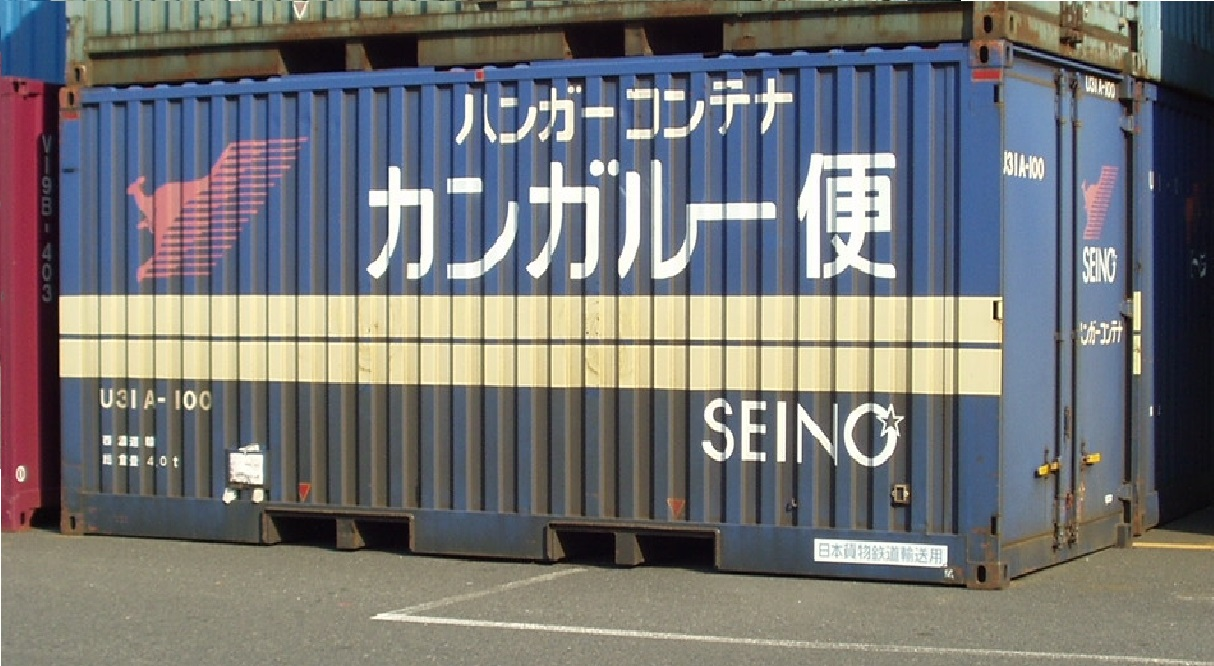
U31A-100 西濃運輸所有のハンガーコンテナ。 現在はハンガーコンテナの表記は塗り潰されている。

- 106 - 110 : 中央通運所有。総重量11.5 t。
- 111 - 116 : 福山通運所有（中外物流借受）。総重量12.3t。

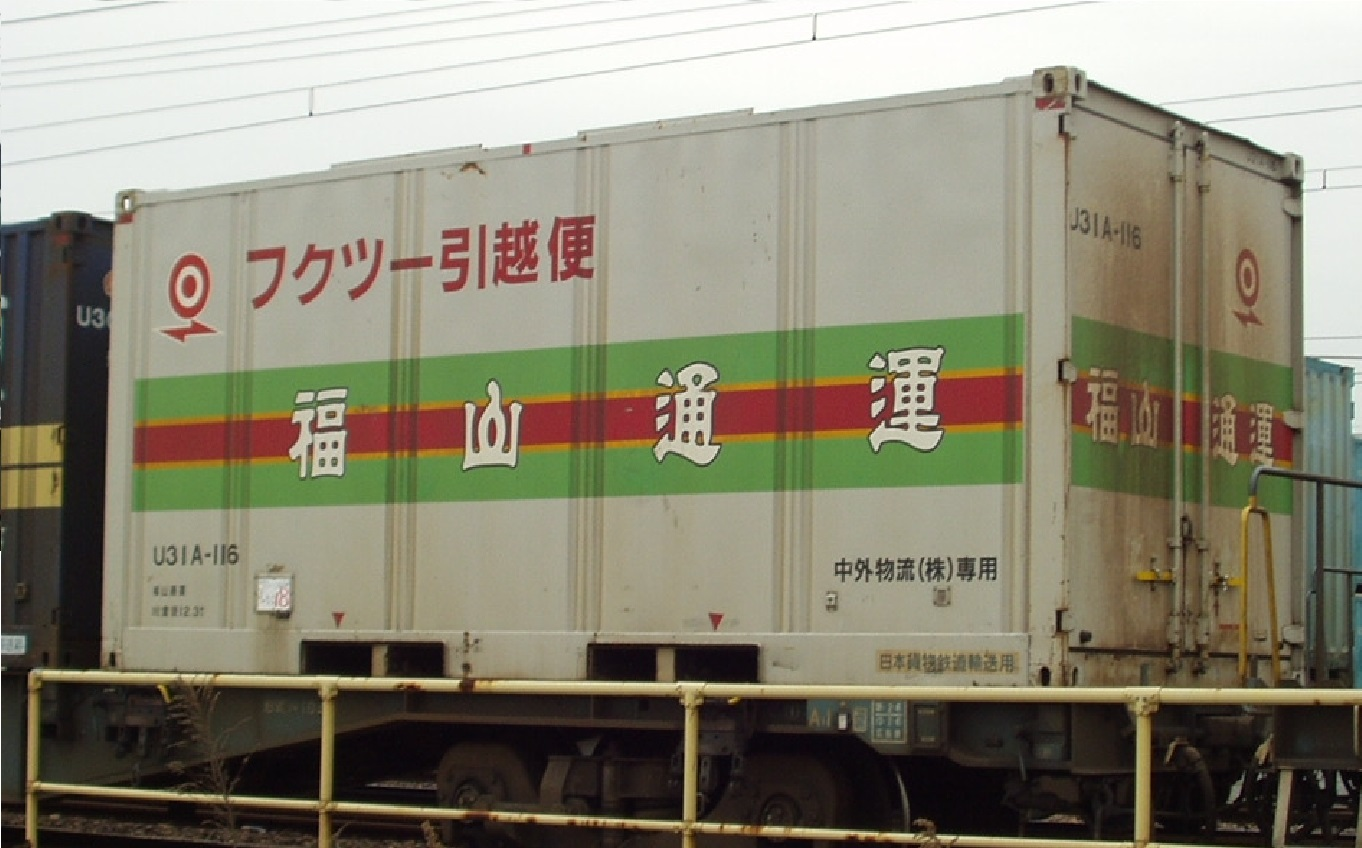
U31A-116 福山通運所有／中外物流借受）。

- 117・118 : （不明）
- 119 : 福山通運所有。総重量12.3 t。
- 120・121 : （不明）
- 122 : 福山通運所有。総重量12.3 t。
- 123 : （不明）
- 124 - 132 : 福山通運所有。総重量12.3 t。
- 133 : （不明）
- 134・135 : 福山通運所有。総重量12.3 t。
- 136・137 : （不明）
- 138 - 144 : 福山通運所有。総重量12.3 t。
- 145 : （不明）
- 146 - 152 : 福山通運所有。総重量12.3 t。
- 153 - 155 : （不明）
- 156 - 158 : 福山通運所有。総重量12.3 t。
- 159 : （不明）
- 160 - 164 : 福山通運所有。総重量12.3 t。
- 165 : (不明)
- 166 : 福山通運所有。総重量12.3 t。
- 167 : （不明）
- 168 - 172 : 福山通運所有。総重量12.3 t。
- 173 : （不明）
- 174 - 198 : 福山通運所有。総重量12.3 t。

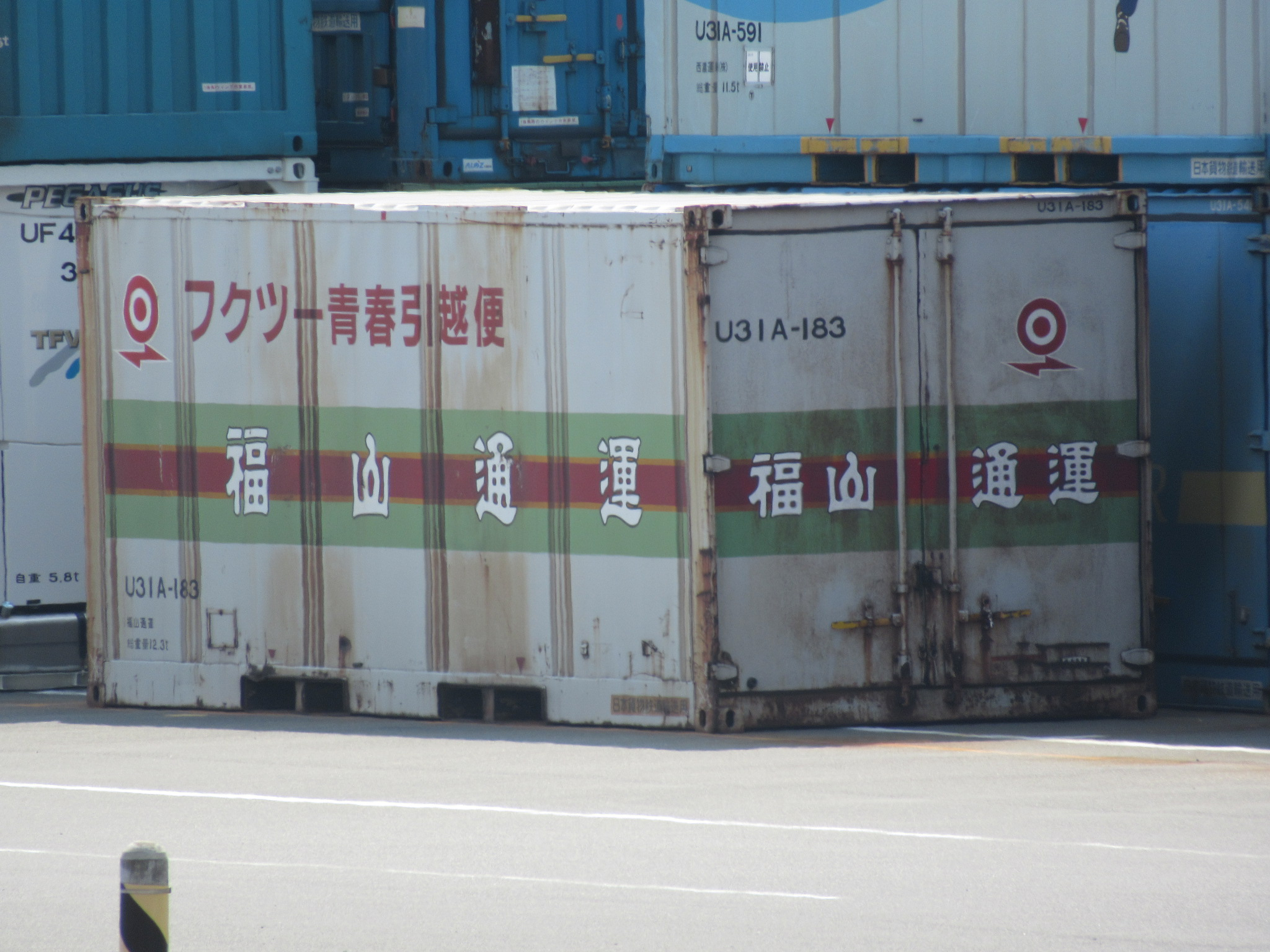
U31A-183 福山通運所有。フクツー青春引越便

- 199 - 201 : （不明）
- 202 - 204 : 福山通運所有。総重量12.3 t。
- 205 - 209 : （不明）
- 210 : 福山通運所有。総重量12.3 t。
- 211 - 216 : 松岡満運輸所有。総重量12.3 t。

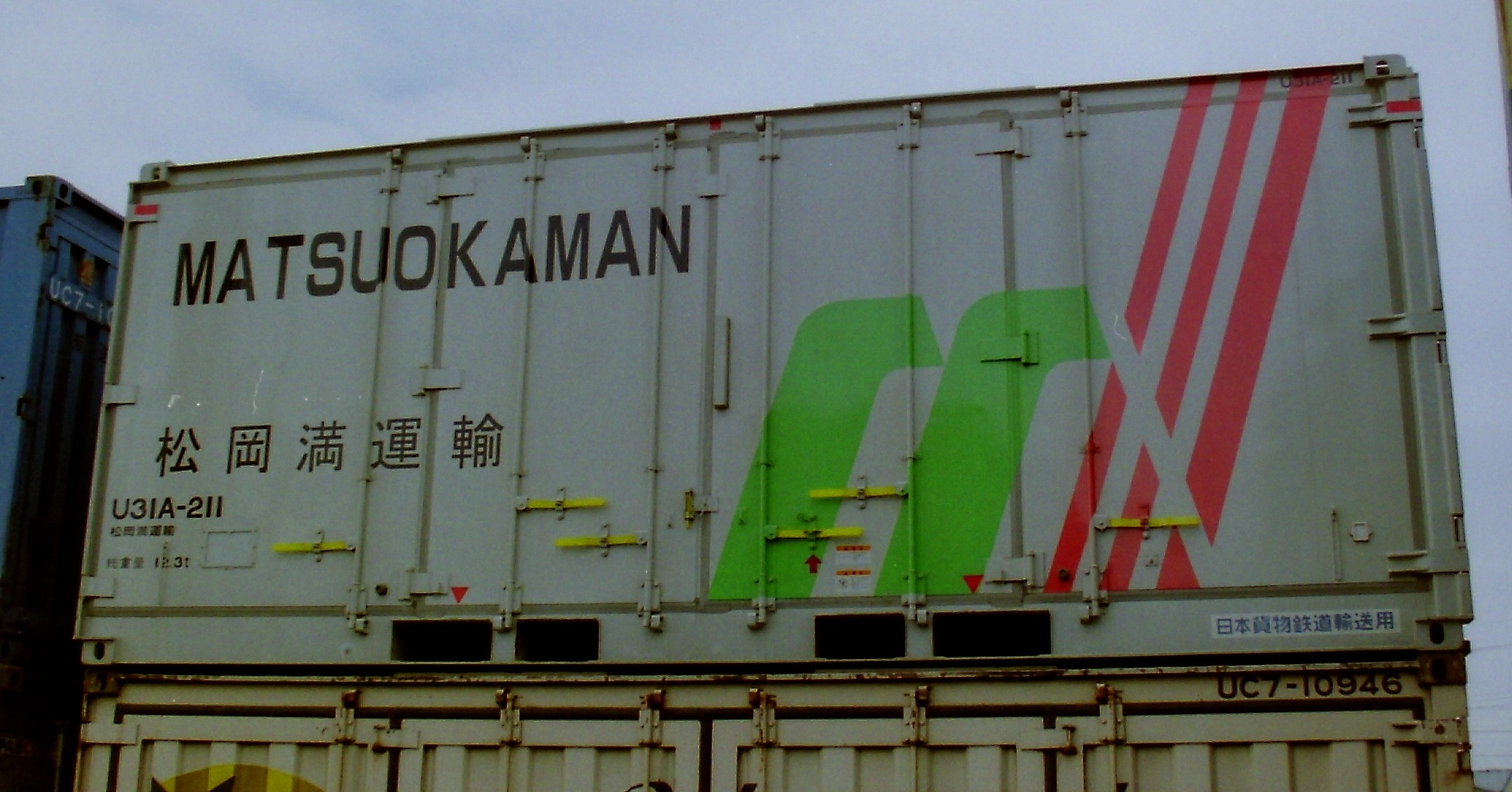
U31A-211 松岡満運輸所有。

- 217・218 : （不明）
- 219 : 松岡満運輸所有。総重量12.3 t。
- 220 - 223 : （不明）
- 224 - 240 : 松岡満運輸所有。総重量12.3 t。
- 241 : 仙台運送所有。総重量12.3 t。後に日本石油輸送所有へ変更。
- 242・243 : 仙台運送所有。総重量12.3 t。
- 244 : 仙台運送所有。総重量12.3 t。後に日本石油輸送所有へ変更。
- 245 : 仙台運送所有。総重量12.3 t。後に日本石油輸送所有（堀場製作所借受）へ変更。

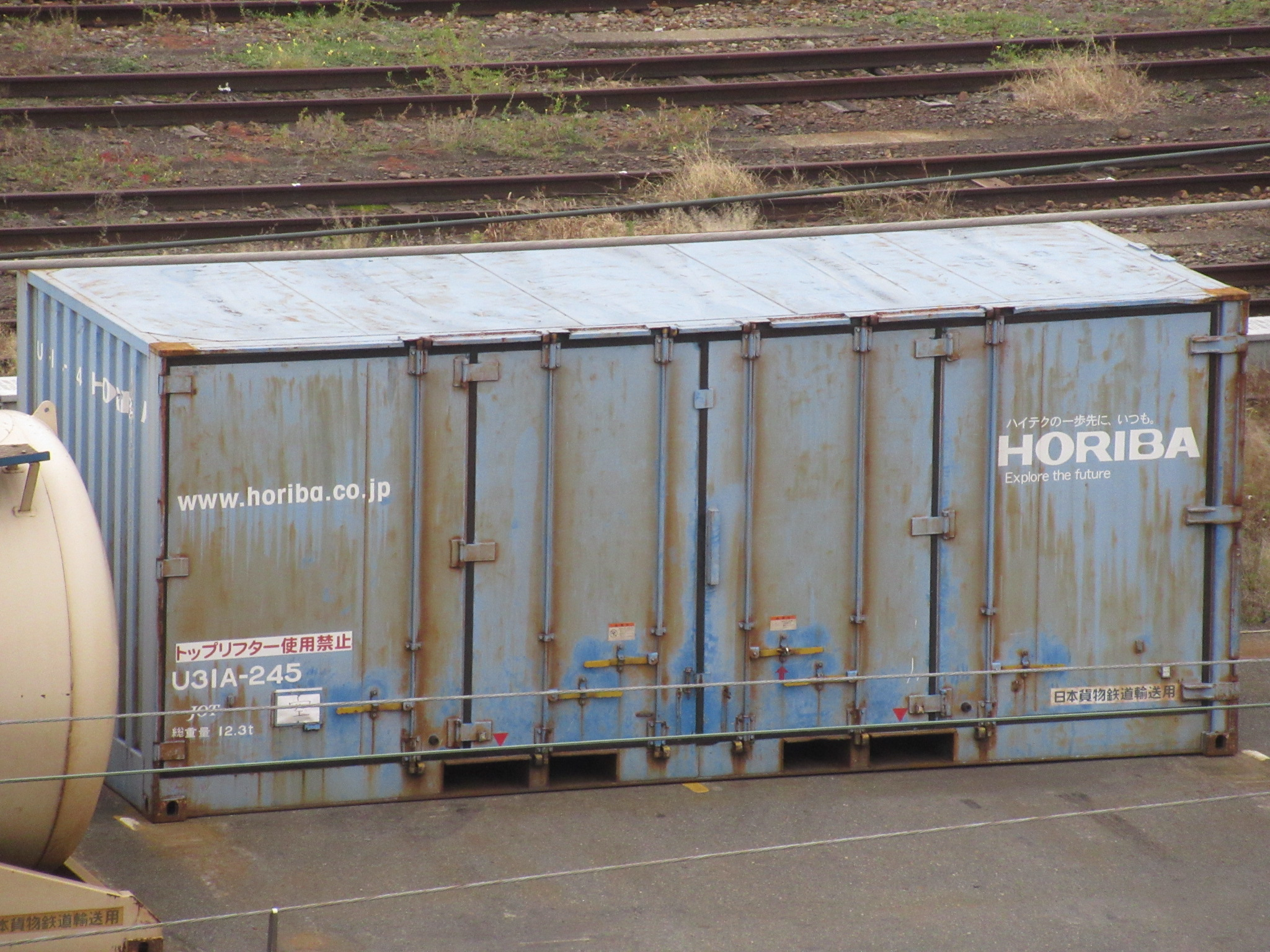
U31A-245 日本石油輸送所有／堀場製作所借受。

- 246 - 250 : 仙台運送所有。総重量12.3 t。
- 251 - 281 : 日本フレートライナー所有。総重量12.3 t。
- 282・283 : （不明）
- 284 - 290 : 日本フレートライナー所有。総重量12.3 t。

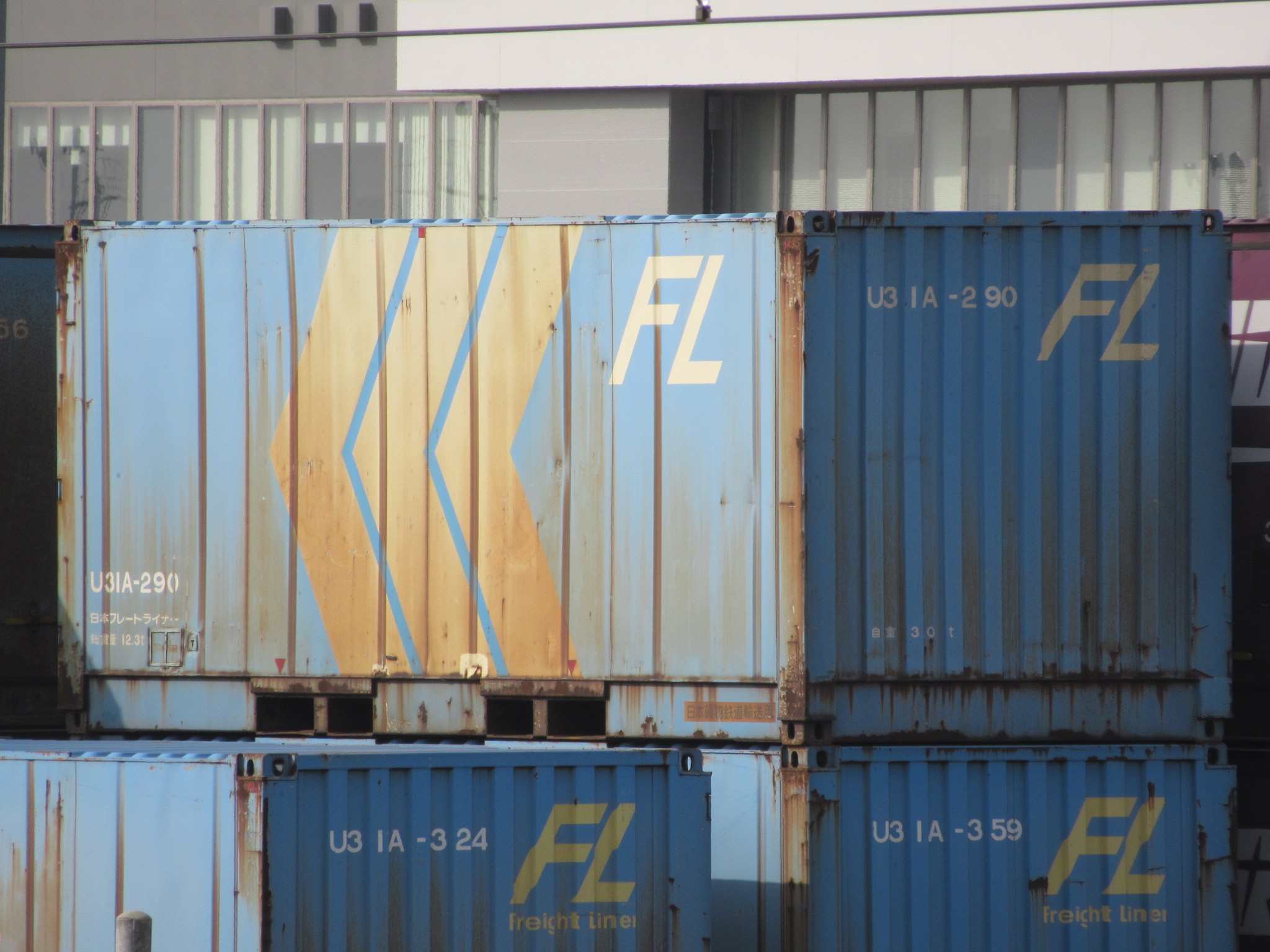
U31A-290 日本フレートライナー所有。

- 291 - 299 : 西濃運輸所有。総重量11.5 t。

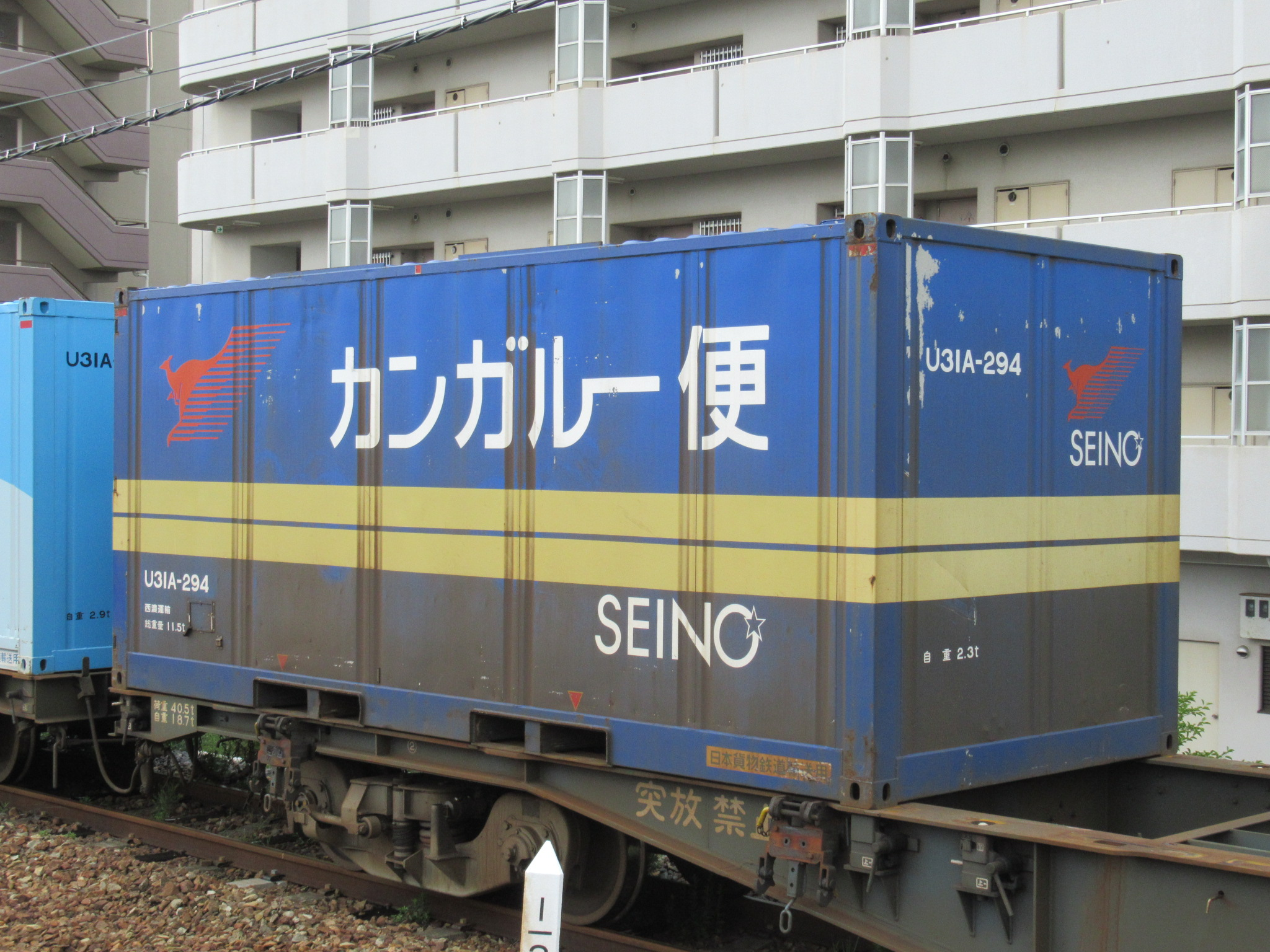
U31A-294 西濃運輸所有。

- 300 : 秋田運送所有(二ツ井パネル借受)。総重量12.3 t。
- 301 - 319 : 日本フレートライナー所有。総重量12.3 t。

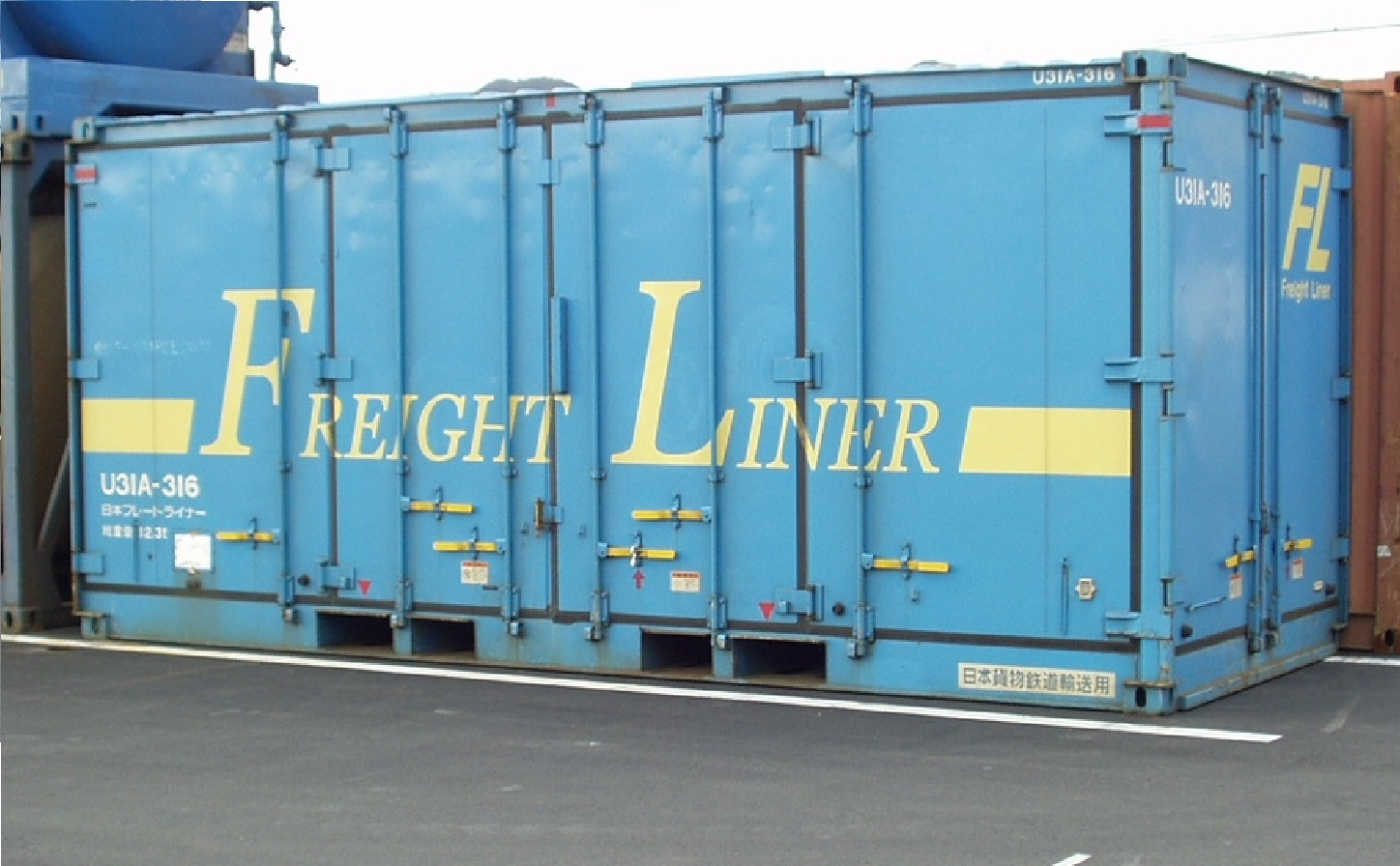
U31A-316 日本フレートライナー所有。

- 320 : （不明）
- 321 : 日本フレートライナー所有。総重量12.3 t。
- 322 : （不明）
- 323 - 328 : 日本フレートライナー所有。総重量12.3 t。
- 329 : （不明）
- 330 - 342 : 日本フレートライナー所有。総重量12.3 t。
- 343 : （不明）
- 344 - 350 : 日本フレートライナー所有。総重量12.3 t。
- 351 - 354 : 日通商事所有(アクロストランスポート借受)。総重量12.3t。

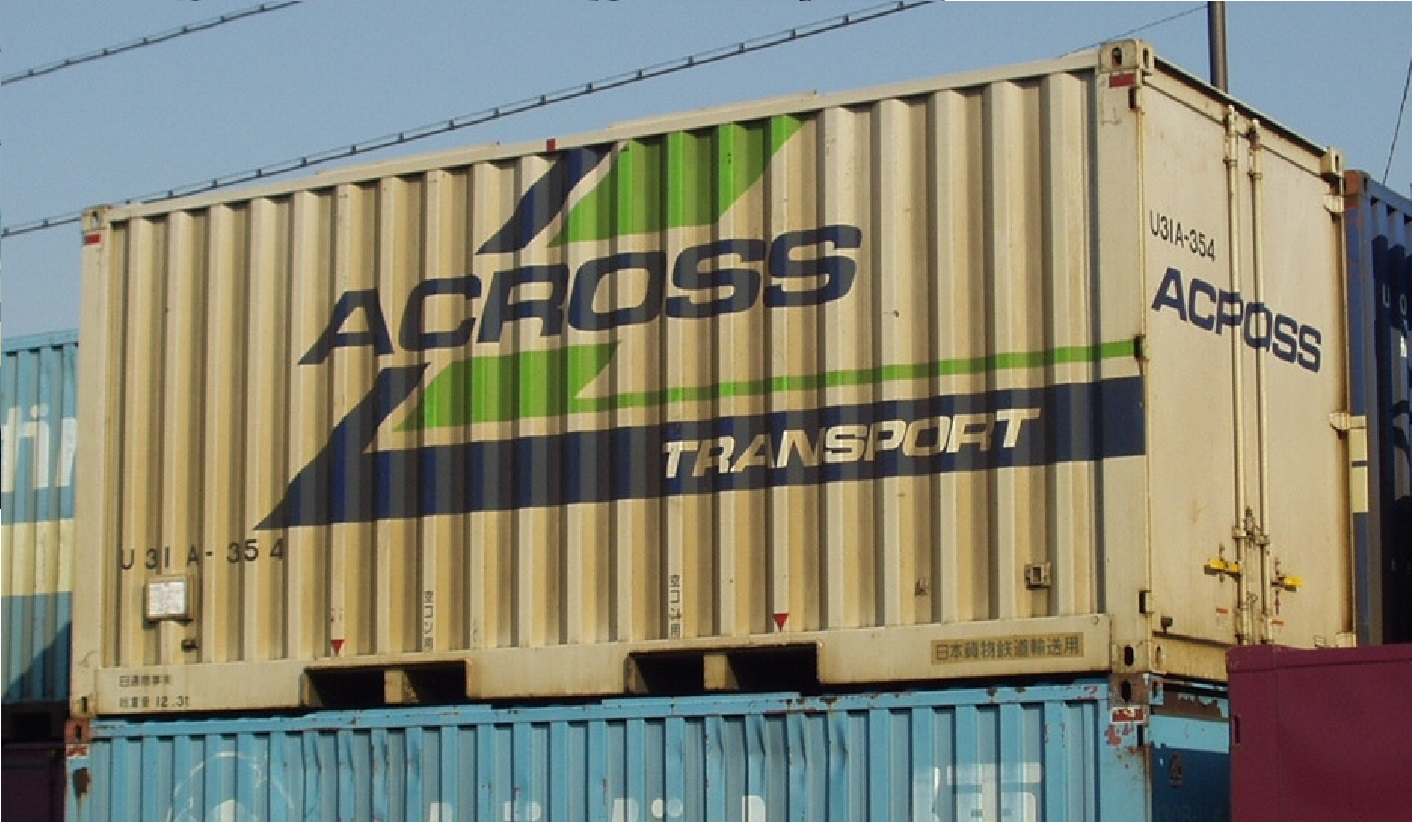
U31A-354 日通商事所有／アクロストランスポート借受。ハンガーコンテナ。

- 355 - 369 : 日本フレートライナー所有。総重量12.3 t。
- 370 : （不明）
- 371 - 378 : 日本フレートライナー所有。総重量12.3 t。
- 379・380 : （不明）
- 381・382 : 日本フレートライナー所有。総重量12.3 t。
- 383 : 日本フレートライナー所有(中越運送借受)。総重量12.3 t。
- 384 - 392 : 日本フレートライナー所有。総重量12.3 t。
- 393 : 日本フレートライナー所有(中越運送借受)。総重量12.3 t。
- 394 - 416 : 日本フレートライナー所有。総重量12.3 t。
- 417 : （不明）
- 418 - 423 : 日本フレートライナー所有。総重量12.3 t。
- 424 : （不明）
- 425 : 日本フレートライナー所有。総重量12.3 t。
- 426 : 日本フレートライナー所有(中越運送借受)。総重量12.3 t。
- 427 - 434 : 日本フレートライナー所有。総重量12.3 t。
- 435・436 : アクロストランスポート所有。総重量12.3 t。
- 437 - 456 : 日本フレートライナー所有。総重量12.3 t。
- 457 : 中央通運所有。総重量11.2t。
- 458 : 中央通運所有(東芝物流借受)。総重量11.2 t。

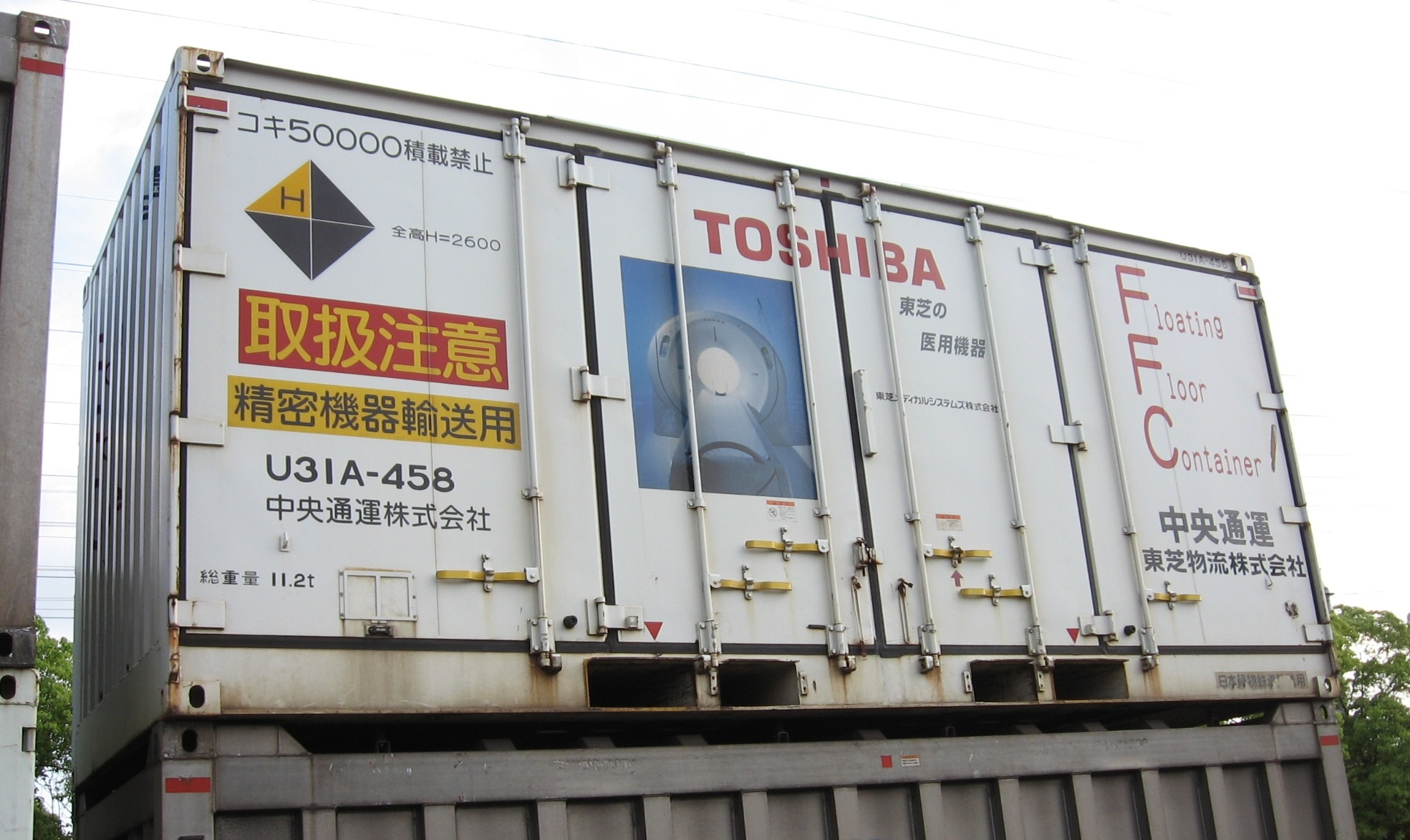
U31A-458 中央通運所有／東芝物流借受。
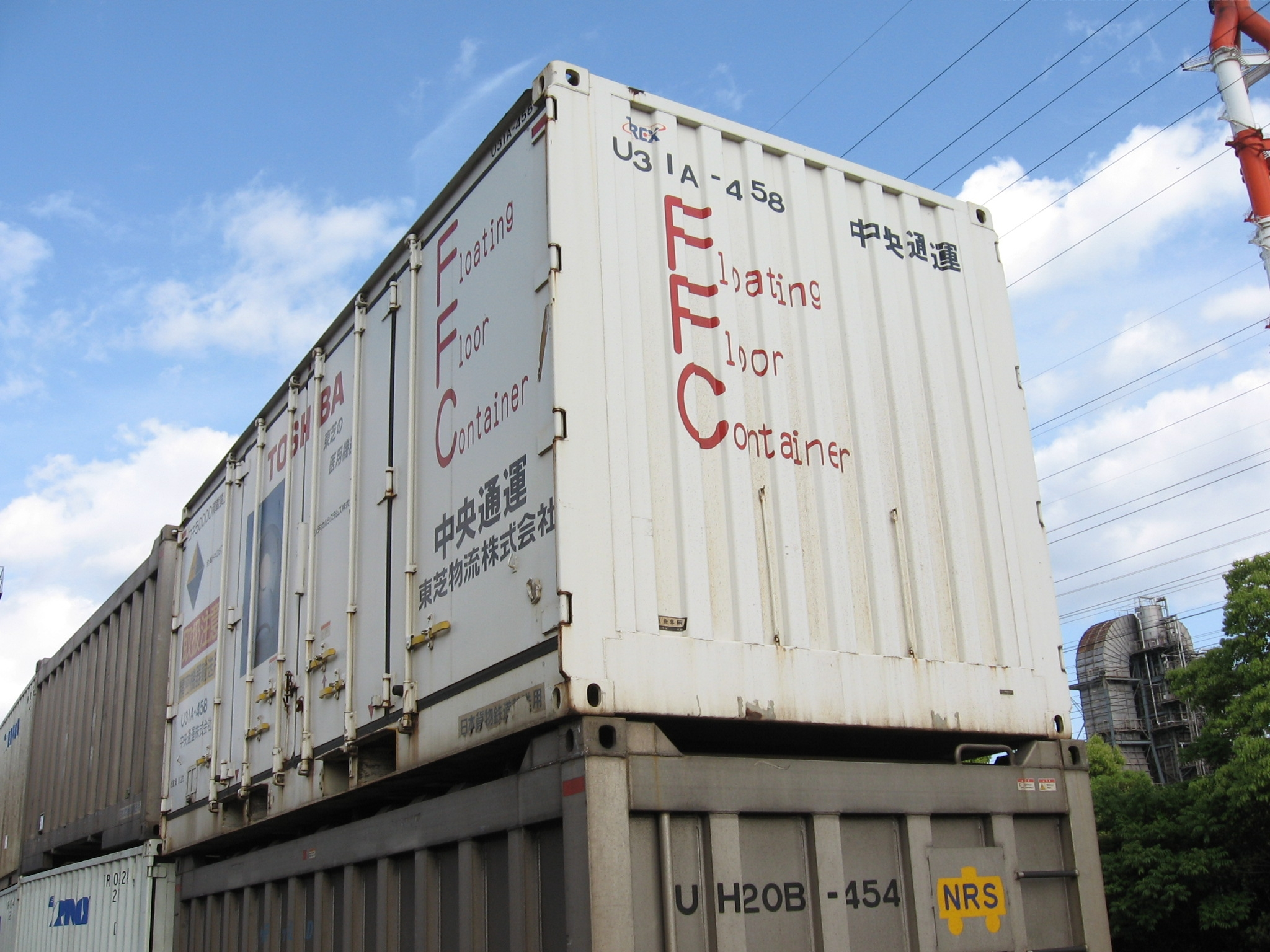
U31A-458 中央通運所有／東芝物流借受。

- 459 - 497 : 日本フレートライナー所有。総重量12.3 t。
- 498 : 日本フレートライナー所有(中越運送借受)。総重量12.3 t。
- 499 - 511 : 日本フレートライナー所有。総重量12.3 t。
- 512 : 日本フレートライナー所有(中越運送借受)。総重量12.3 t。
- 513 - 542 : 日本フレートライナー所有。総重量12.3 t。
- 543 : 日本フレートライナー所有(中越運送借受)。総重量12.3 t。
- 544 - 583 : 日本フレートライナー所有。総重量12.3 t。

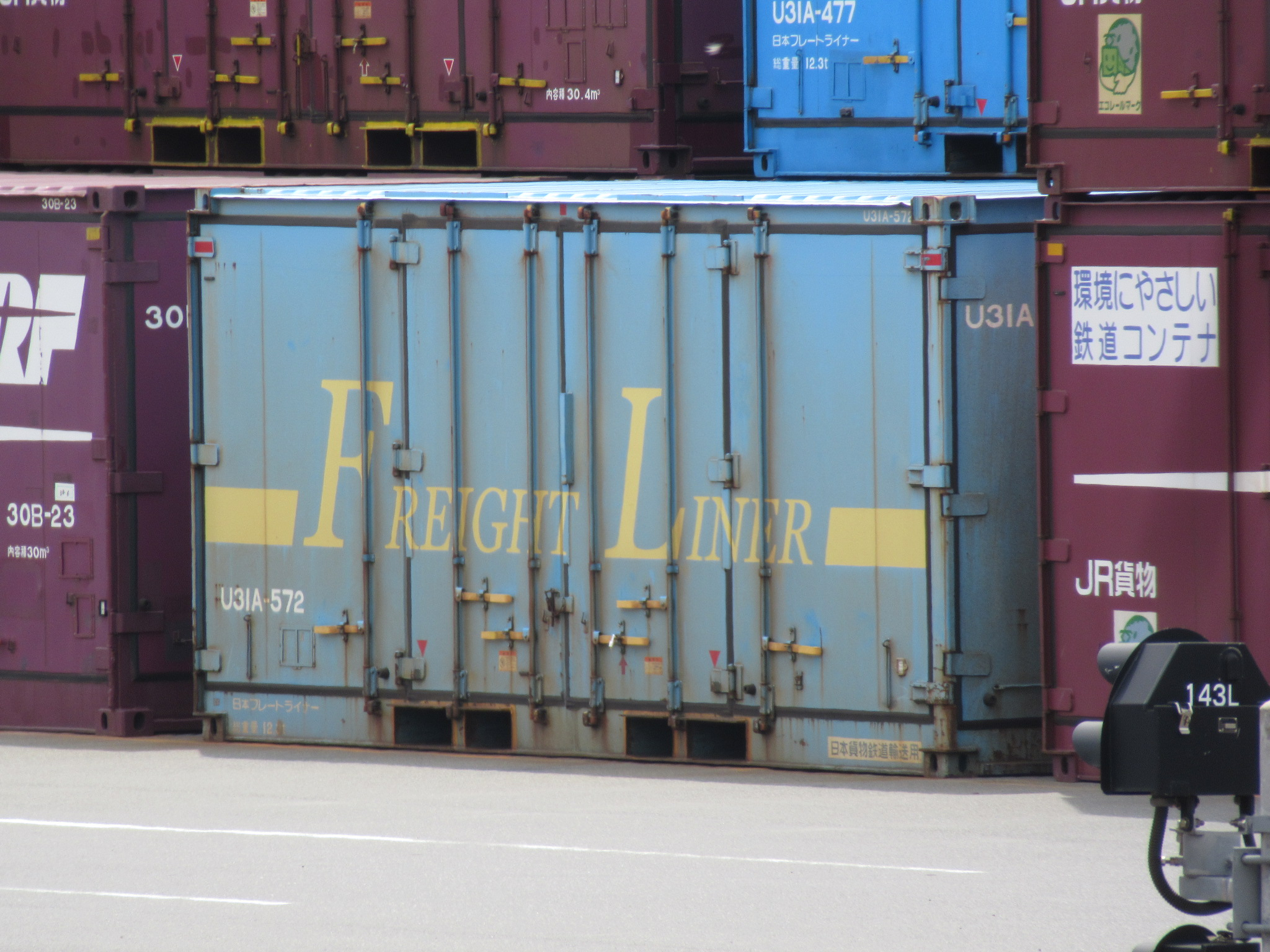
U31A-572 日本フレートライナー所有

- 584 - 588 : アクロストランスポート所有。総重量12.3 t。
- 589 - 638 : 西濃運輸所有。総重量11.5 t。「カルちゃん」の印刷がある。
- 639 - 688 : 西濃運輸所有。総重量11.5 t。
- 689・690 : 鳥取県所有。鳥取県原子力防災資機材コンテナ。
- 691 - 715 : 西濃運輸所有。総重量11.5 t。「カルちゃん」の印刷がある。
- 716 - 740 : 西濃運輸所有。総重量11.5 t。
- 741 - 790 : 西濃運輸所有。総重量11.5 t。「カルちゃん」の印刷がある。
- 791 - 990 : 西濃運輸所有。総重量11.5 t。639 - 688、716 - 740とはカンガルーのロゴの場所が異なる。また790-890の2020年に製造されたグループは一部『カンガルーライナーNF64』向けに製造されている。

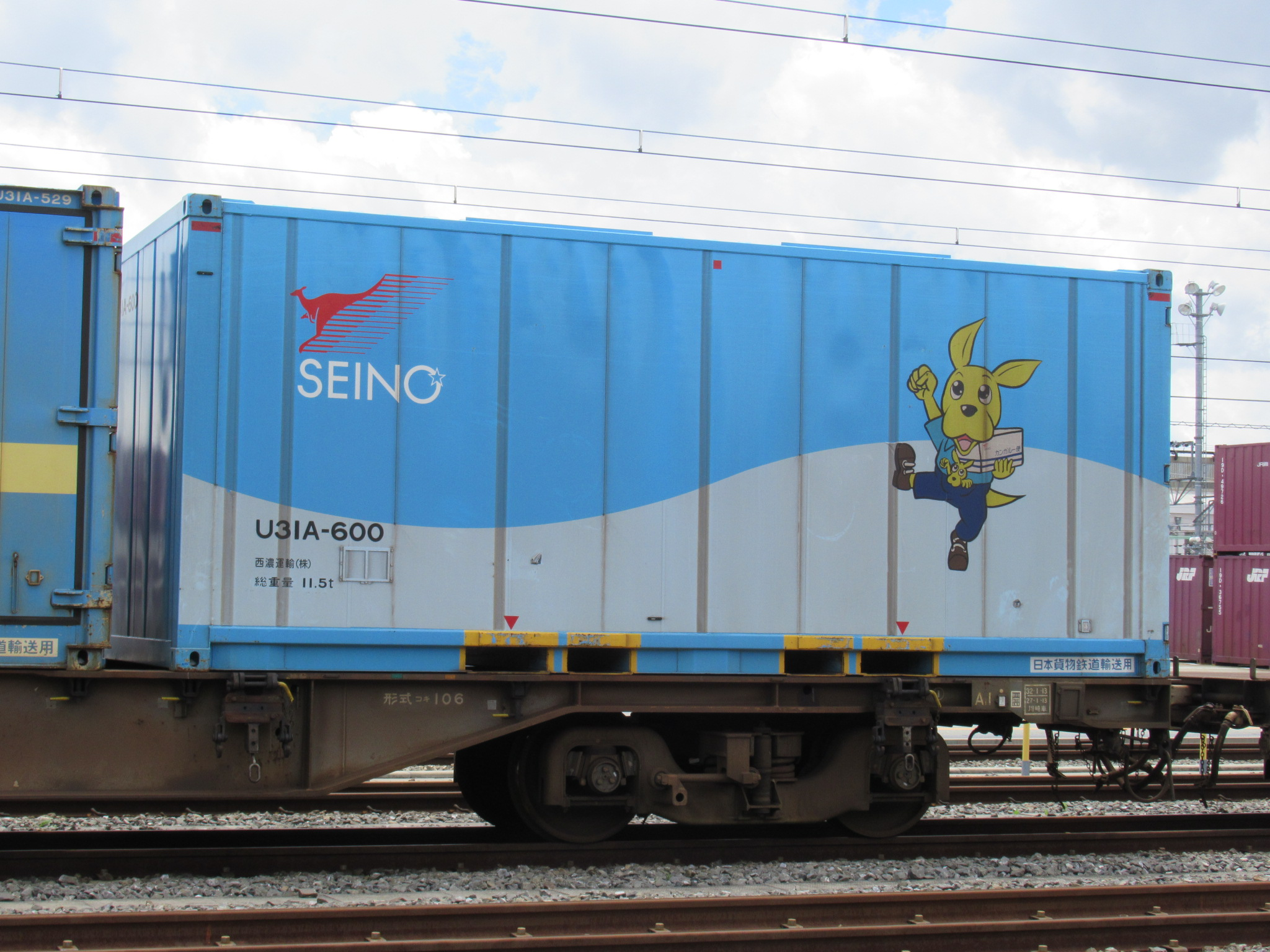
U31A-600 西濃運輸所有
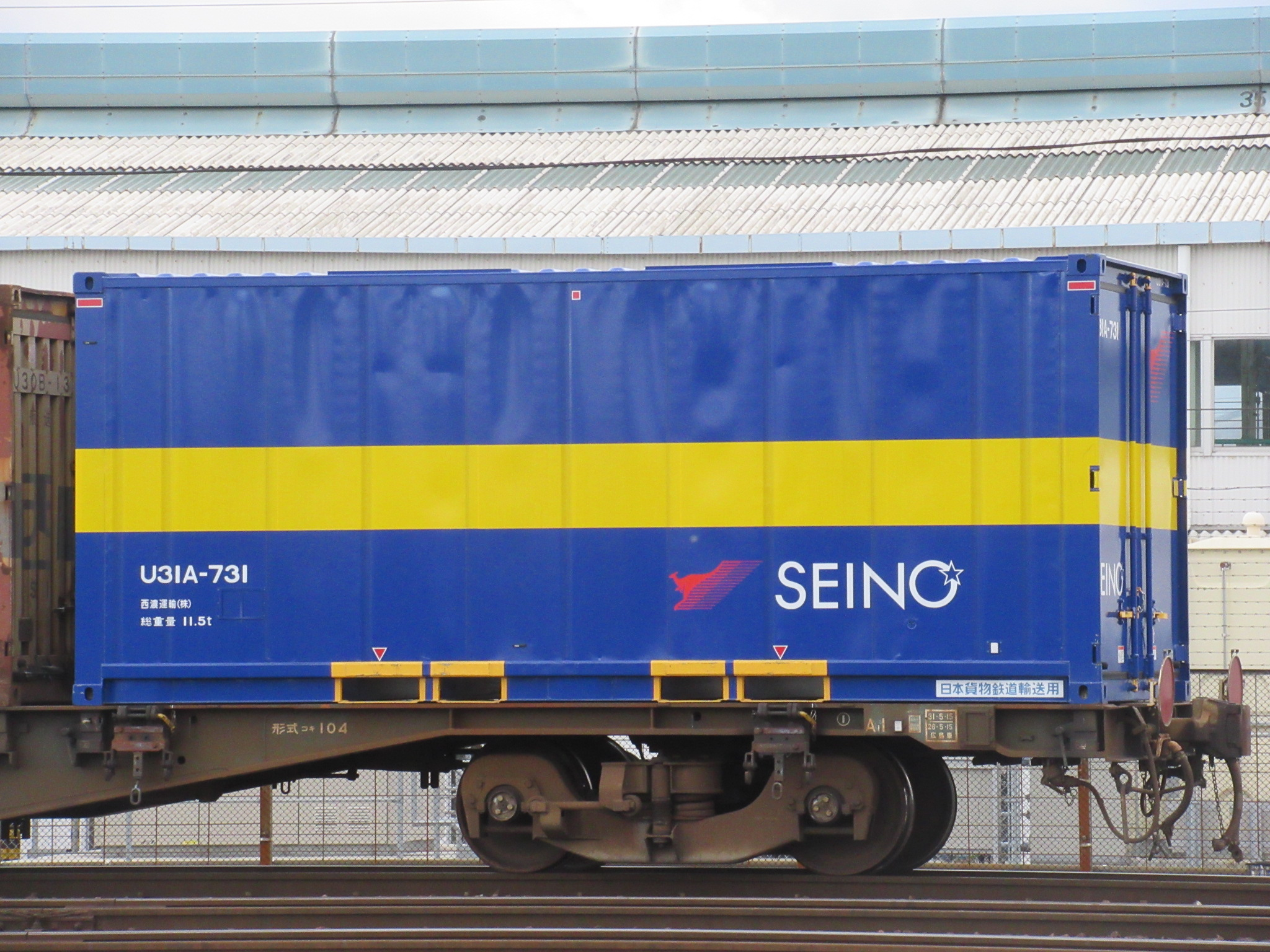
U31A-731 西濃運輸所有

### 5000番台
- 5001・5002 : 日輸所有。総重量13 t。